# Schillerpromenade
En annan gata med samma namn existerar även i Berlinstadsdelen Oberschöneweide.
Schillerpromenade är en bred gata i Berlinstadsdelen Neukölln, belägen i stadsdelens västra del. Gatan är anlagd som en aveny med en bred parkförsedd mittremsa och utgör den centrala gatan i området Schillerkiez.
Gatan leder från Selchower Strasse i norr över det centrala runda torget Herrfurthplatz, i vars mitt Genezarethkirche står. I söder avslutas gatan vid Leinestrasse, med den tidigare byggnadsingenjörsskolans byggnad i blickfånget.
Det omkringliggande Schillerkiez bebyggdes omkring 1900-talets början avsett som ett relativt välmående medelklassområde i Rixdorf (dåvarande namnet för Neukölln). Området har huvudsakligen behållit sin ursprungliga gatuplan och bebyggelse. Det avgränsas av Berlin-Tempelhofs tidigare flygplats, nuvarande Tempelhofparken, i väster, av Columbiadamm i norr, av Hermannstrasse i öster och av Anita-Berber-Park, den tidigare Nya S:t Thomas-begravningsplatsen, i söder. Befolkningen i Schillerkiez uppgår till omkring 20 000 personer, på en 95 hektar stor yta.
Områdets bebyggelse överlevde till största delen andra världskrigets bombningar. På grund av den tilltagande flygtrafiken på Tempelhofflygplatsen, vars inflygning ligger direkt söder om kvarteret, samt läget i Västberlins utkant, kom dock området att under efterkrigstiden att gradvis förslummas. Först under 1990-talet genomfördes koordinerade renoveringsinsatser i området, och i området pågår idag en gentrifieringsprocess. Sedan 2008 är flygplatsen nedlagd och omvandlad till frilufts- och rekreationsområde.